# Pavlovac
Pavlovac är ett slott i Bosnien och Hercegovina.   Det ligger i entiteten Federationen Bosnien och Hercegovina, i den sydöstra delen av landet, 40 km öster om huvudstaden Sarajevo. Pavlovac ligger 848 meter över havet.
Terrängen runt Pavlovac är kuperad. Närmaste större samhälle är Goražde, 18,4 km sydost om Pavlovac. 
Omgivningarna runt Pavlovac är en mosaik av jordbruksmark och naturlig växtlighet. Runt Pavlovac är det ganska tätbefolkat, med 93 invånare per kvadratkilometer.